# Artilleribataljon
En artilleribataljon är ett bataljonsförband inom artilleriet, vanligen bestående av stabskompani, två eller flera pjäskompanier samt ett trosskompani. Flera artilleribataljoner bildade ett artilleriregemente. Chef för bataljonen var vanligen en major.
Före 1966 var benämningen i Sverige på motsvarande förband artilleridivision.